# Bob Burns
Bob Burns (Jacksonville, 24. studenog 1950. – Cartersville, 4. travnja 2015.) bio je američki bubnjar, te član prve postave sastava Lynyrd Skynyrd. Službeno je članom sastava Lynyrd Skynyrd bio do 1974. kada ga je zamijenio Artimus Pyle.
Osim na prva dva albuma, sudjelovao je i u promociji dokumentarnog filma Freebird... The Movie 1996., te prilikom primanja sastava Lynyrd Skynyrd u Rock and Roll Hall of Fame 2006.
Poginuo je u prometnoj nesreći u dobi od 64 godine.

## Vanjske poveznice
- Stranice prve postave sastava Lynyrd Skynyrd  Arhivirana inačica izvorne stranice od 26. siječnja 2021. (Wayback Machine)